# Sanango
Pour les articles homonymes, voir Sanango (homonymie).
Genre
Espèce
Sanango est un genre de plantes à fleurs de la famille des Gesneriaceae. C'est un genre monotypique dont la seule espèce est Sanango racemosum. Celle-ci est un arbuste ou un arbre originaire d'Équateur et du Pérou.

## Répartition
Sanango racemosum se rencontre à l'état naturel en Équateur et au Pérou. C'est un arbuste ou un arbre qui pousse principalement dans le biome tropical humide.

## Description
Sanango racemosum peut mesurer jusqu'à 16 m et présente des limbes de 10 à 25 cm de longueur pour 4 à 7 cm de largeur.

## Systématique

### GenreSanango
Le nom correct complet (avec auteur) de ce taxon est Sanango G.S.Bunting (d) & J.A.Duke (d),.
Sanango est le genre type et le seul genre de la sous-famille des Sanangoideae.
Le genre était placé à l'origine dans la famille des Loganiaceae mais a été déplacé depuis dans diverses autres familles, dont les Scrophulariaceae, Gesneriaceae et Buddlejaceae. Depuis 2016, il est considéré comme le genre frère de la famille des Gesneriaceae telle que définie précédemment, et la famille a été élargie pour inclure le genre, en attendant une révision des familles incluses parmi les Lamiales.
Sanango a pour synonymes :
- Gomara Ruiz & Pav.
- Gomaranthus Rauschert
- Gomaria Spreng.
- Sanago Bunting & Duke, 1961

### EspèceSanango racemosum
Le nom correct complet (avec auteur) de ce taxon est Sanango racemosum (Ruiz & Pav.) Barringer (d),..
L'espèce a été initialement classée dans le genre Gomara sous le basionyme Gomara racemosa Ruiz & Pav.,.
Sanango racemosum a pour synonymes :
- Gomara racemosa Ruiz & Pav.
- Gomaranthus racemosus (Ruiz & Pav.) Rauschert
- Russelia racemosa (Ruiz & Pav.) Wettst.
- Sanango durum G.S.Bunting & J.A.Duke

## Publications originales
- Genre Sanango :
  - (en + la) George S. Bunting et James A. Duke, « Sanango: New Amazonian Genus of Loganiaceae », Annals of the Missouri Botanical Garden, Jardin botanique du Missouri, vol. 48, no 3,‎ septembre 1961, p. 269-274 (ISSN 0026-6493, 2162-4372, 0893-3243 et 2326-487X, DOI 10.2307/2394954, JSTOR 2394954, lire en ligne).
- Espèce Sanango racemosum :
  - (la) Hippolyto Ruiz, Josepho Pavon et Gabrielis de Sancha (dir.), Systema Vegetabilium Florae Peruvianae et Chilensis, Gabrielis de Sancha, 1798 (DOI 10.5962/BHL.TITLE.887, lire en ligne).
  - (en) Kerry Barringer, « Reinstatement of the genus Sanango Bunting & Duke (Buddlejaceae) », Phytologia, Inconnu, vol. 59,‎ 1986, p. 363–364 (ISSN 0031-9430 et 2377-7583, OCLC 1590036, DOI 10.5962/BHL.PART.2770, lire en ligne).